# Hanna Seewald
Johanna Josephine Seewald (* 13. Februar 1899 in Krefeld; † 26. August 1992 in München) war eine deutsche Fotografin. 

## Leben und Werke
Hanna Seewald war eine Tochter des Tapisseriekaufmanns Hans Seewald und dessen Ehefrau Else, geborene Reichel, die beide aus Köln stammten. Sie absolvierte die Töchterschule in Karlsruhe, ehe die Familie nach Düsseldorf umzog. Seewald, die ihre ersten fotografischen Versuche mit einer Laufbodenkamera von Ernemann machte, lernte zunächst auf Wunsch ihres Vaters Buchführung. Danach setzte sie aber ihren eigentlichen Berufswunsch durch und besuchte 1920/21 die private Fotoschule Erwin Quedenfeldts in Düsseldorf. In der nachfolgenden Zeit arbeitete sie als Fotografin im Porträtatelier Alma Maier in Düsseldorf, ehe sie 1922 ihr Studium an der Staatlichen Höheren Fachschule für Phototechnik in München (später: Bayerische Staatslehranstalt für Photographie/Lichtbildwesen) bei Hans Spoerl begann. In den Jahren 1924/25 war sie in Friedrichshafen Fotografin beim Luftschiffbau Zeppelin. Dann wurde sie Assistentin an der Münchner Fotoschule. 1932 wurde sie Fachschullehrerin. 
In den 1930er Jahren waren Werke Seewalds auf mehreren Ausstellungen zu sehen, etwa 1933 im Städtischen Museum Düsseldorf und im Herzog Anton Ulrich-Museum in Braunschweig sowie im Ulmer Städtischen Museum und im Landesgewerbemuseum in Stuttgart. 1934 waren Bilder Seewalds in der Berliner Kunstbibliothek zu sehen. Eine weitere Ausstellung ihrer Fotografien fand in den 1930er Jahren in Rom statt. 
Ihre Wohnung und ein Teil ihres Archivs fielen 1944 den Kriegseinwirkungen zum Opfer. Das Schulgebäude, in dem sie unterrichtete, wurde 1945 von der amerikanischen Militärverwaltung beschlagnahmt. Der Unterricht begann 1946/47 wieder. Kommissarischer Schulleiter war Franz Grainer. Nach dessen Tod übernahm Hanna Seewald im Jahr 1948 dieses Amt. Von 1953 bis 1965 war sie hauptamtliche Schulleiterin. Sie schuf in ihren späteren Jahren hauptsächlich Porträtaufnahmen. 
Zu ihren Schülern gehörten Helmut Gernsheim, Fritz Henle, Dieter Hinrichs, Ingeborg Hoppe, Lotte Jacobi, Peter Keetman, Walter E. Lautenbacher, Floris M. Neusüss, Wolfgang Reisewitz, Fee Schlapper und Reinhart Wolf. 
Die Staatliche Fachakademie für Fotodesign in München bewahrt das Archiv der Fotografin auf, die 1966 mit dem Bundesverdienstkreuz ausgezeichnet wurde. Originalaufnahmen Seewalds befinden sich unter anderem im Münchner Stadtmuseum, im Museum Folkwang in Essen und in der University of Texas in Austin.

## Aufsatz
- Bild und Bildmässigkeit. In: Das Atelier des Photographen. Heft 6, 35. Jg., 1928, S. 65, (Digitalisat)